# Abyssocladia oxeata
Abyssocladia oxeata är en svampdjursart som beskrevs av Koltun 1970. Abyssocladia oxeata ingår i släktet Abyssocladia och familjen Cladorhizidae. Inga underarter finns listade i Catalogue of Life.